# 克凯尼·拜奥特丽克丝
克凯尼·拜奥特丽克丝（匈牙利語：Kökény Beatrix，1969年3月12日—），匈牙利女子手球运动员。她曾代表匈牙利参加1996年和2000年夏季奥林匹克运动会手球比赛，共获得一枚银牌和一枚铜牌。

## 家庭
丈夫伊姆赖·盖佐。